# Modernizm we Francji
Modernizm (fr. Architecture moderne, modernisme) w architekturze francuskiej została zapoczątkowana przez Augusta Perreta i Toniego Garniera, architektów wywodzących się z tradycji akademickiej (École des Beaux-Arts). Tony Garnier w 1901 roku zaprojektował Cité industrielle, wizjonerski kompleksowy plan miasta przemysłowego o charakterze linearnym, w którym po raz pierwszy odseparowano ruch pieszy i kołowy oraz zabudowę przemysłową, mieszkalną i zieleń. Koncepcja ta znacznie wyprzedzała swoje czasy i została skodyfikowana dopiero w 1933 roku przez CIAM, stając się podstawą nowoczesnej urbanistyki. Garnier zaproponował też luźne ustawienie bloków, szkół, szpitali i domów o kubicznych bryłach z ogrodami na dachach.
We Francji stosunkowo szybko zdano sobie sprawę z możliwości płynących z użycia żelbetu w architekturze, kierując się wywodzącym z nauczania Eugène Viollet-le-Duca poglądem, że budowanie oparte na technicznych możliwościach i uwarunkowaniach, lecz jednocześnie kształtowane estetycznie może dorównać wielkim dziełom starożytności i gotyku. Pierwsze prace doświadczalne przy użyciu żelbetu wykonywał François Hennebique, a za pierwszy budynek mieszkalny w Europie zbudowany przy użyciu żelbetowego szkieletu można uznać przełomowy dom przy rue Franklin w Paryżu z 1902 roku projektu Augusta Perreta.
Modernizm francuski rozwijał się w związku z artystami kubistycznymi, puryzmem oraz z założonym w 1920 roku pismem L’Esprit Nouveau, które współzakładał uczeń Perreta, Charles Edouard Jeanneret znany jako Le Corbusier, działalność którego wywarła ogromny wpływ na współczesną architekturę.
Nowoczesność w formie propagowanej przez Le Corbusiera była we Francji przez dłuższy czas nie akceptowana przez krytykę i uważana za obcy element. Nie udało się też we Francji stworzyć grupy na miarę De Stijl czy Bauhausu, nowoczesne osiedla powstawały rzadko (np. w Pessac). Przed II wojną światową rozwój modernizmu francuskiego był niemal całkowicie zależny od prywatnych mecenasów. Pewną zmianę sytuacji przyniósł upadek Neues Bauen w Niemczech i przejęcie inicjatywy w CIAM przez środowisko związane z Le Corbusierem.

## Wybrane przykłady modernizmu we Francji
(lista chronologiczna)
- kamienica przy Rue Franklin 25 w Paryżu, Auguste Perret, 1902
- garaż piętrowy przy Rue Ponthieu w Paryżu, Auguste Perret, 1905
- kościół Notre Dame de la Consolation w Le Raincy, Auguste Perret, 1922
- willa Noailles w Hyères, Robert Mallet-Stevens, 1923
- osiedle Pessac koło Bordeaux, Le Corbusier, 1923–1924
- willa Paula Poiret w Mézy-sur-Seine, Robert Mallet-Stevens 1924-1925
- pawilon na Wystawie Sztuki Dekoracyjnej w Paryżu, Le Corbusier, 1925
- willa Cooka w Boulogne sur Seine, Le Corbusier, 1926
- Maison de Verre, Rue St-Guillaume 31 w Paryżu, Pierre Chareau, 1927
- willa Steina w Garches, Le Corbusier, 1927
- Rue Mallet-Stevens w Paryżu, 1927
- willa Cavrois w Croix, Robert Mallet-Stevens, 1929
- willa Savoye w Poissy koło Paryża, Le Corbusier, 1929-1931
- dom studentów szwajcarskich w Paryżu, Le Corbusier, 1932
- szkoła w Suresnes, Eugéne Beadouin i Marcel Lods, 1932-1935
- dom ludowy w Clichy, Jean Prouvé, 1937-1939

## Główni przedstawiciele modernizmu we Francji
Pierre Chareau | Le Corbusier | Eugène Freyssinet | Tony Garnier | Marcel Lods | Auguste Perret | Jean Prouvé | Robert Mallet-Stevens